# Pyrrhura rhodocephala
Il parrocchetto testarosa (Pyrrhura rhodocephala Sclater e Salvin, 1871) è un uccello della famiglia degli Psittacidi. Specie affine al P. melanura, con taglia attorno ai 24 cm, si diversifica per fronte e corona rosse, assenza di scagliatura, bordo alare bianco e remiganti blu. Vive nel nord-ovest del Venezuela a quote tra i 1500 e i 2000 metri.